# وینسینزو میرابلا
وینسینزو میرابلا (انگلیسی: Vincenzo Mirabella; ۱ ژانویهٔ ۱۵۷۰ – ۱ ژانویهٔ ۱۶۲۴) تاریخ‌نگار، باستان‌شناس، و معمار بود.